# پتلشکووو
پتلشکووو (به بلغاری: Petleshkovo) یک منطقهٔ مسکونی در بلغارستان است که در شهرستان جنرال توشوو واقع شده‌است.